# Seulo
Seulo település Olaszországban, Szardínia régióban, Cagliari megyében. Lakosainak száma 783 fő (2023. január 1.). Seulo Aritzo, Arzana, Gadoni, Sadali, Seui és Villanova Tulo községekkel határos.

## Népesség
A település lakossága az elmúlt években az alábbi módon változott:
| Lakosok száma | 830  | 835  | 783  |
|               | 2017 | 2018 | 2023 |